# Rhynchospora caduca
Rhynchospora caduca är en halvgräsart som beskrevs av Stephen Elliott. Rhynchospora caduca ingår i släktet småag, och familjen halvgräs. Inga underarter finns listade i Catalogue of Life.